# Chersonská oblast
Chersonská oblast (ukrajinsky Херсонська область, Chersonska oblasť; někdy též Херсонщина / Chersonščyna) je jednou ze 24 samosprávných oblastí Ukrajiny. Rozkládá se v jižní části země při pobřeží Azovského a Černého moře po obou březích dolního toku Dněpru. Oblast byla ustavena 30. března 1944. Po ruské invazi na Ukrajinu z února 2022 kontrolovala většinu oblasti vojska Ruské federace do osvobození v listopadu téhož roku včetně největšího města Chersonu.

## Historie

### Ruská anexe 2022
Dne 30. září 2022 byla Chersonská oblast anektována spolu s dalšími čtyřmi oblastmi Ukrajiny Ruskou federací na základě referend o připojení k Rusku. Výsledky referend a jejich průběh byly mezinárodně zpochybněny a většinou států OSN neuznány.

## Oblastní symboly

### Vlajka
Vlajka Chersonské oblasti je tvořena třemi vodorovnými pruhy: modrým, bílým a modrým, v poměru šířek 1:2:1. V žerďové části bílého pruhu se nachází oblastní znak.

## Geografie
Oblast leží na dolním toku Dněpru, do nějž se nad Chersonem vlévá řeka Inhulec. Většina oblasti má charakter suché a rovinaté stepi s úrodnou černozemí. Na jihu je spojena Perekopskou šíjí s Krymským poloostrovem. Nachází se zde největší zóna vátých písků v Evropě – Národní přírodní park Olešské písky.

## Obyvatelstvo a města
K 1. lednu 2022 žilo v oblasti 1 001 166 obyvatel. Podle ukrajinského sčítání lidu z roku 2001 žilo na území Chersonské oblasti kolem 1 175 100 osob.
Oblast se vyznačuje střední mírou urbanizace: v roce 2022 žilo 61,4 % celkového obyvatelstva ve městech.
Počet obyvatel v oblasti postupně klesá. Tabulka níže představuje populační vývoj oblasti.
| 1990      | 1991      | 1995      | 2000      | 2005      | 2010      | 2015      | 2020      | 2022      |
| --------- | --------- | --------- | --------- | --------- | --------- | --------- | --------- | --------- |
| 1 248 800 | 1 258 700 | 1 275 200 | 1 205 600 | 1 138 200 | 1 093 400 | 1 067 900 | 1 027 900 | 1 001 166 |

Za rok 2021 se narodilo 7 113 živě narozených dětí, zemřelo však 20 149 lidí, z nichž 48 byly děti ve věku do jednoho roku. Na 100 zemřelých připadalo jen 35 živě narozených. Celkový úbytek obyvatel byl 15 109 lidí.
Sčítání v roce 2001 zjistilo přes 90 národností; 82 % tvořili Ukrajinci; 14,1 % Rusové; 0,7 % Bělorusové.
73,2 % všech obyvatel považovalo ukrajinštinu za rodný jazyk, 24,9 % považovalo za svou mateřštinu ruštinu.
Hlavním městem je Cherson (279 tisíc obyv.), další významnější města jsou Kachovka a Nova Kachovka (města u hráze Kachovské přehrady na Dněpru), Olešky či nevelký azovský přístav Heničesk.
Následující tabulka podává přehled všech měst a větších sídel městského typu (kurzívou). 
| Město                | Ukrajinský název     | Ruský název           | Obyvatel 1. 1. 2022 |
| -------------------- | -------------------- | --------------------- | ------------------- |
| Cherson              | Херсон               | Херсон                | 279 131             |
| Nova Kachovka        | Нова Каховка         | Новая Каховка         | 44 427              |
| Kachovka             | Каховка              | Каховка               | 34 749              |
| Olešky               | Олешки               | Алёшки                | 24 124              |
| Heničesk             | Генічеськ            | Геническ              | 18 889              |
| Skadovsk             | Скадовськ            | Скадовск              | 16 969              |
| Hola Prystaň         | Гола Пристань        | Голая Пристань        | 13 544              |
| Antonivka            | Антонівка            | Антоновка             | 12 619              |
| Beryslav             | Берислав             | Берислав              | 11 895              |
| Novotrojicke         | Новотроïцьке         | Новотроицкое          | 10 535              |
| Tavrijsk             | Таврійськ            | Таврийск              | 10 108              |
| Novooleksijivka      | Новоолексiïвка       | Новоолексеевка        | 10 026              |
| Čaplynka             | Чаплинка             | Чаплинка              | 9 415               |
| Bilozerka            | Білозерка            | Белозерка             | 9 258               |
| Kalančak             | Каланчак             | Каланчак              | 8 977               |
| Velyka Lepetycha     | Велика Лепетиха      | Великая Лепетиха      | 7 707               |
| Komyšany             | Комишани             | Камышаны              | 6 737               |
| Nova Majačka         | Нова Маячка          | Новая Маячка          | 6 585               |
| Velyka Oleksandrivka | Велика Олександрівка | Великая Александровка | 6 334               |

## Infrastruktura
Oblastí prochází železniční trať (Kyjev –) Mykolajiv – Krym s několika odbočkami, východní částí oblasti pak magistrála Moskva – Charkov – Krym. Kromě posledně jmenované jsou všechny železniční tratě v oblasti jednokolejné a neelektrifikované. Fungují zde přístavy Cherson a Skadovsk.

## Sousední oblasti
- Záporožská oblast (východ)
- Autonomní republika Krym (jih)
- Mykolajivská oblast (severozápad)
- Dněpropetrovská oblast (sever)

Z jihovýchodní strany je Chersonská oblast ohraničena Azovským mořem, z jihozápadu pak Černým mořem.